# アウガルテン
アウガルテン（Augarten）は、ウィーン市北部、ドーナウ島レーオポルトシュタット区西北端に位置する公園。
位置的にはオーベレ・アウガルテンシュトラーセ（南）、カステイェスガッセ・シェルツァーガッセとターボルシュトラーセ（東）、ヴァスナーガッセ（西北、ブリギッテナウ区との境界）、ラウシャーシュトラーセ（北東）に囲まれており、六つの角がある。
アウガルテン宮殿、アウガルテン磁器工房、Film Archiv Austria、グスティヌス・アンブロシ美術館、高射砲塔（"Wiener Flaktürme"（ウィーンの高射砲台）を参照）、などがある。

## ギャラリー

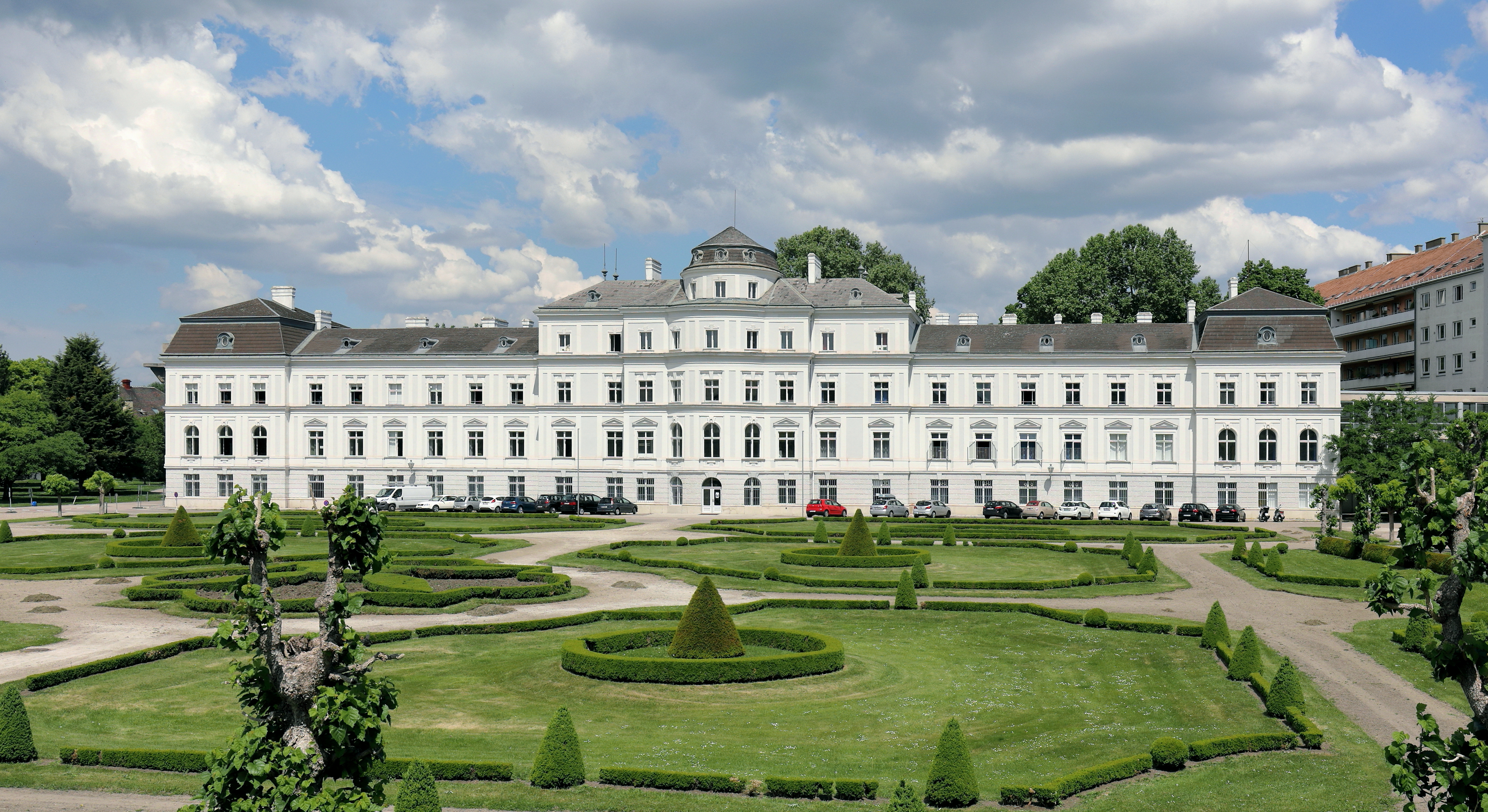
アウガルテン宮殿 (Palais Augarten)
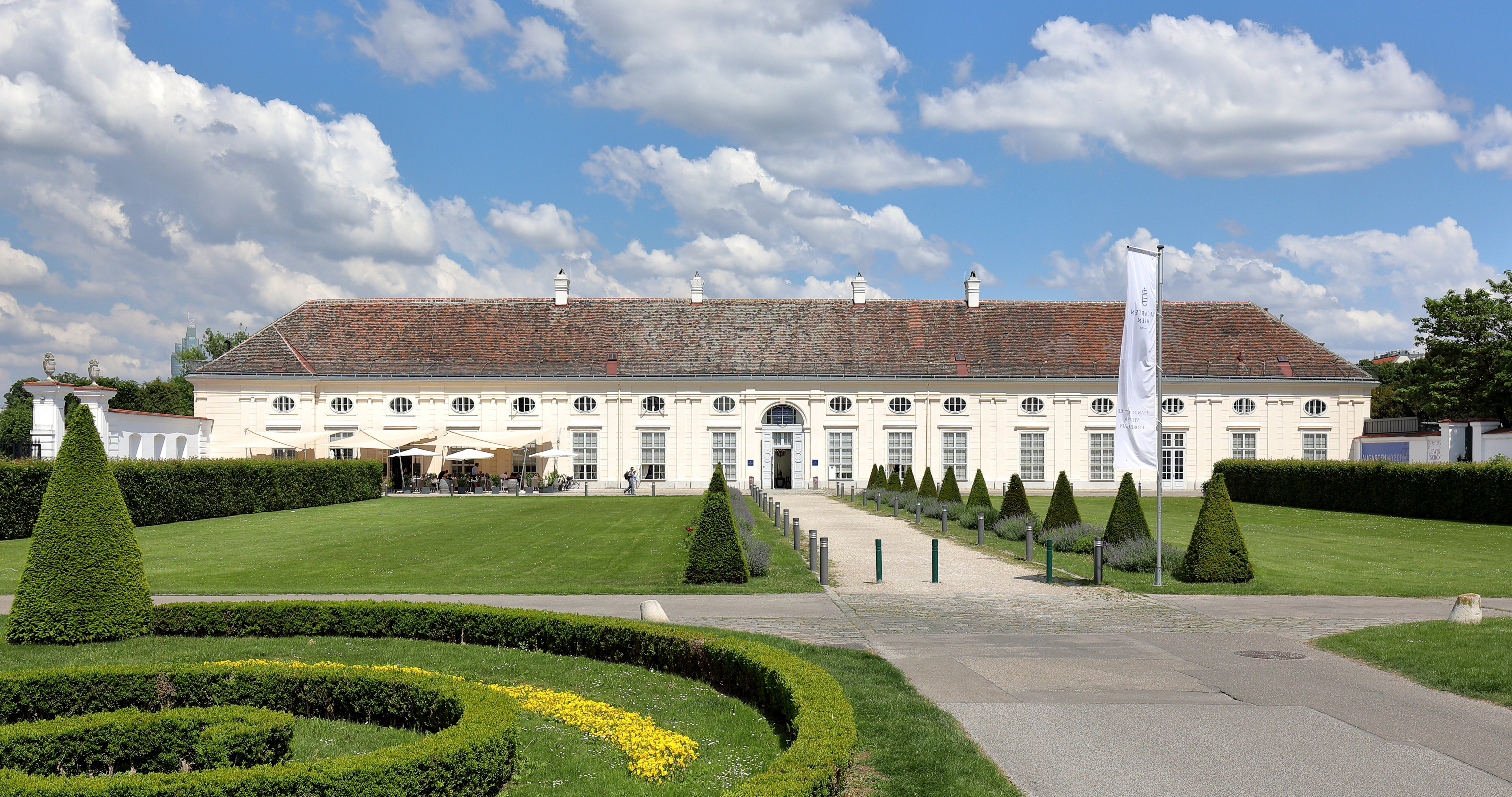
磁器工房 (Porzellanmanufaktur)
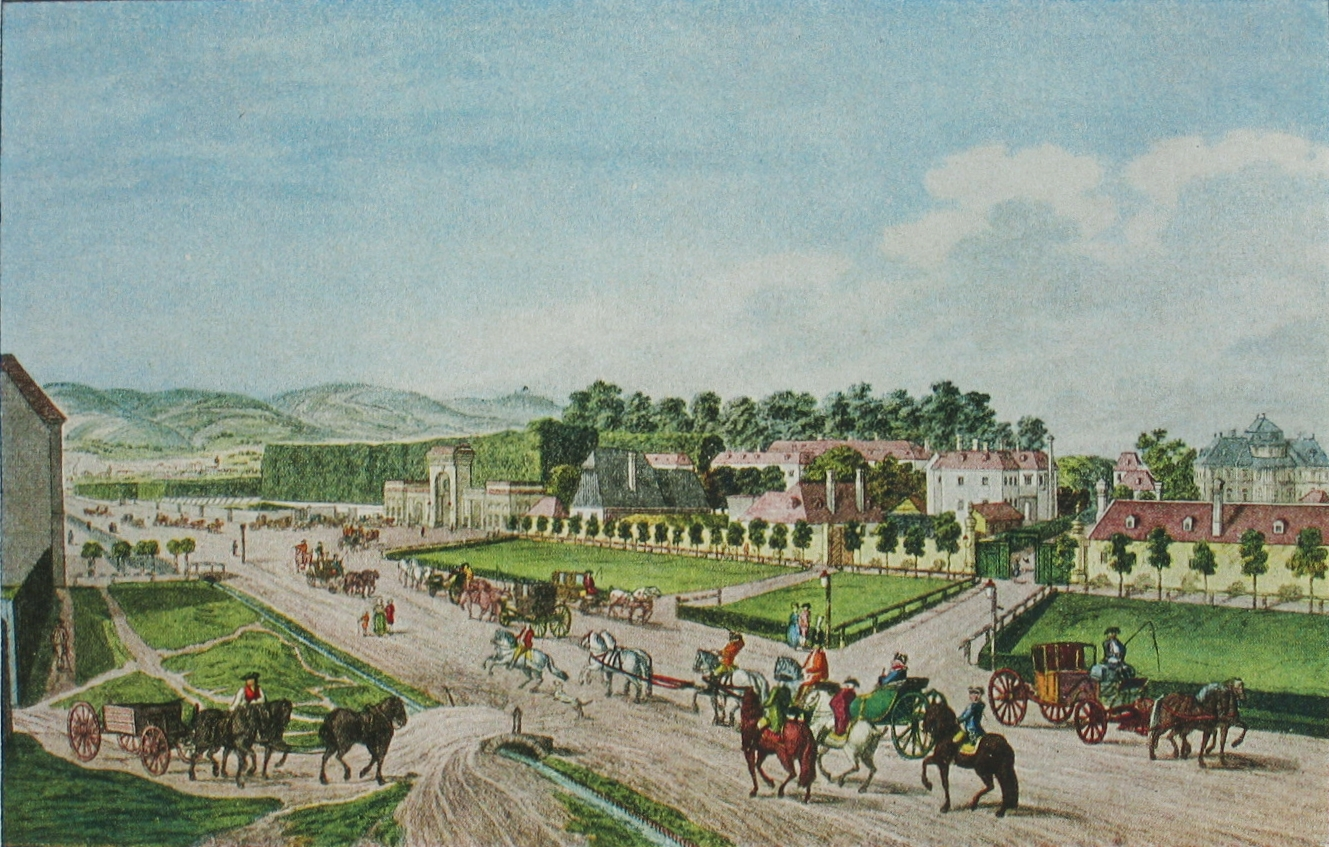
Kupferstich vom Eingang des Augartens um 1782. Links im Hintergrund sind der de:Kahlenberg und der de:Leopoldsberg zu sehen.
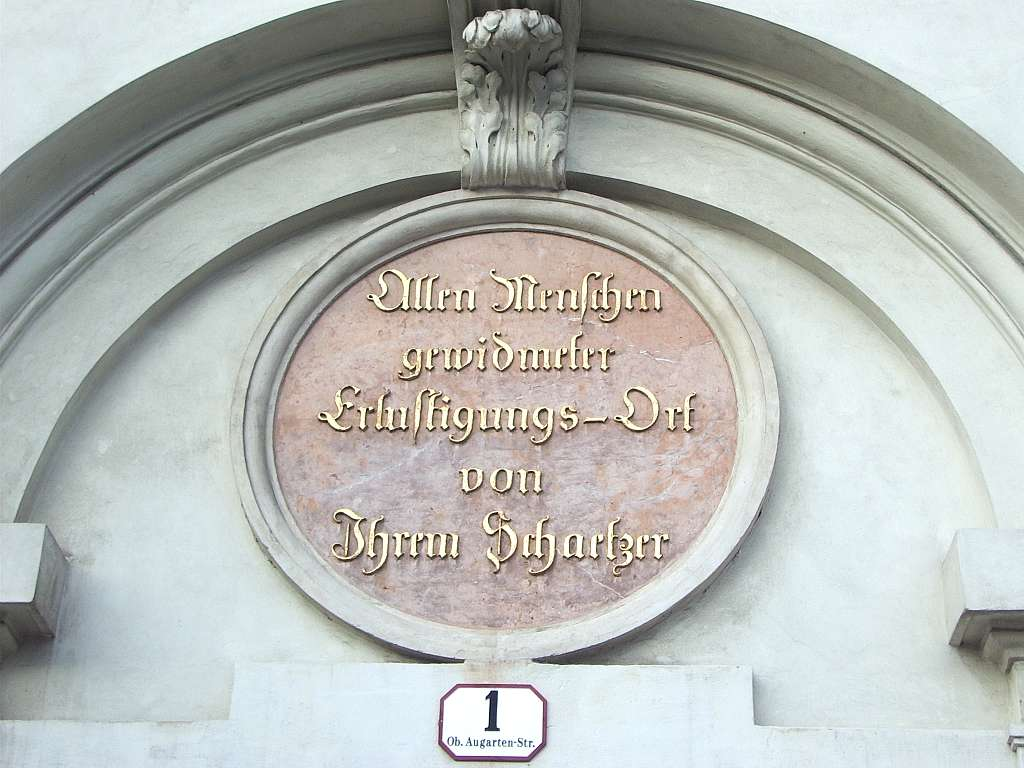
(Haupttor-Inschrift)
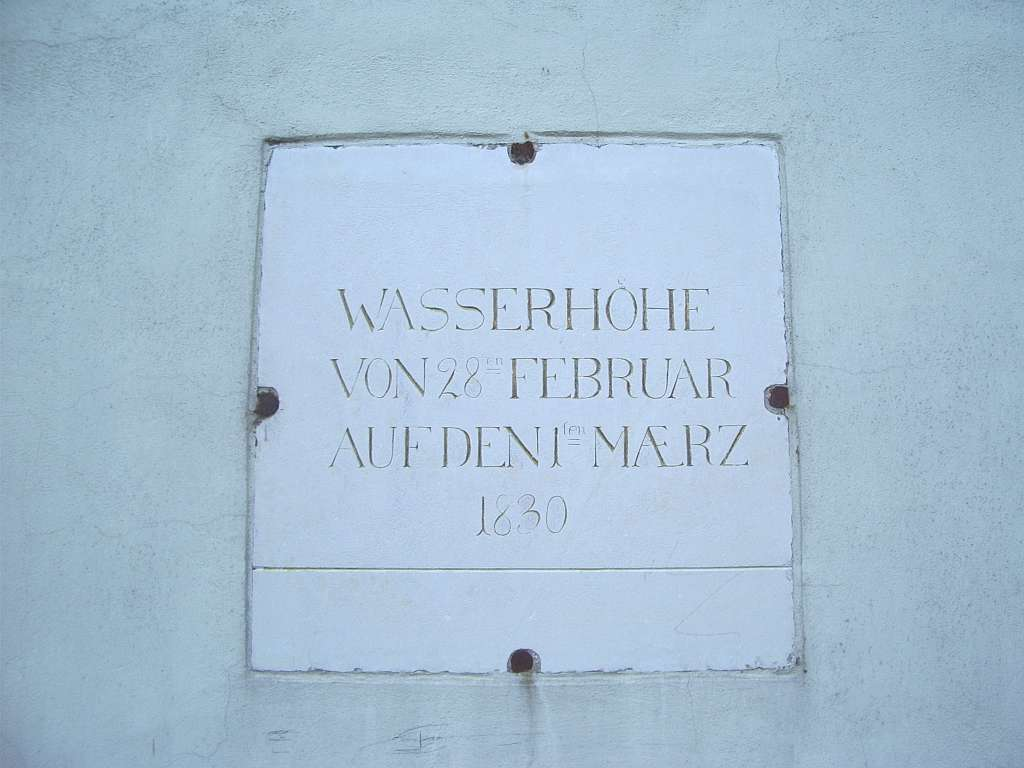
(Hochwassermarke)
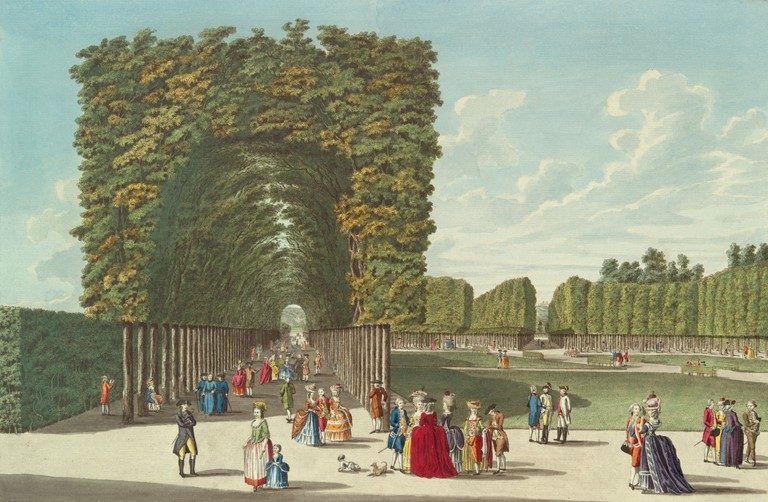
1783年5月の Kupferstich
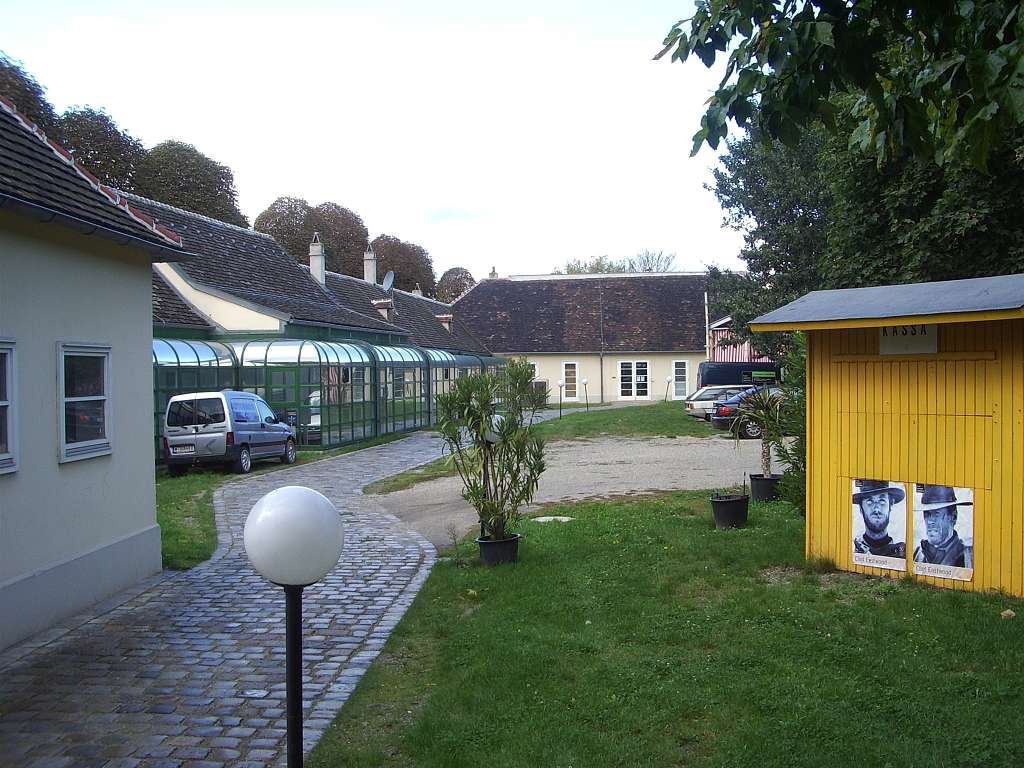
(Film Archiv Austria)

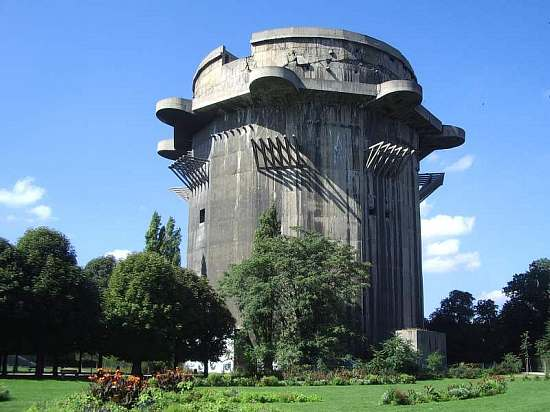
高射砲塔 (Gefechtsturm)
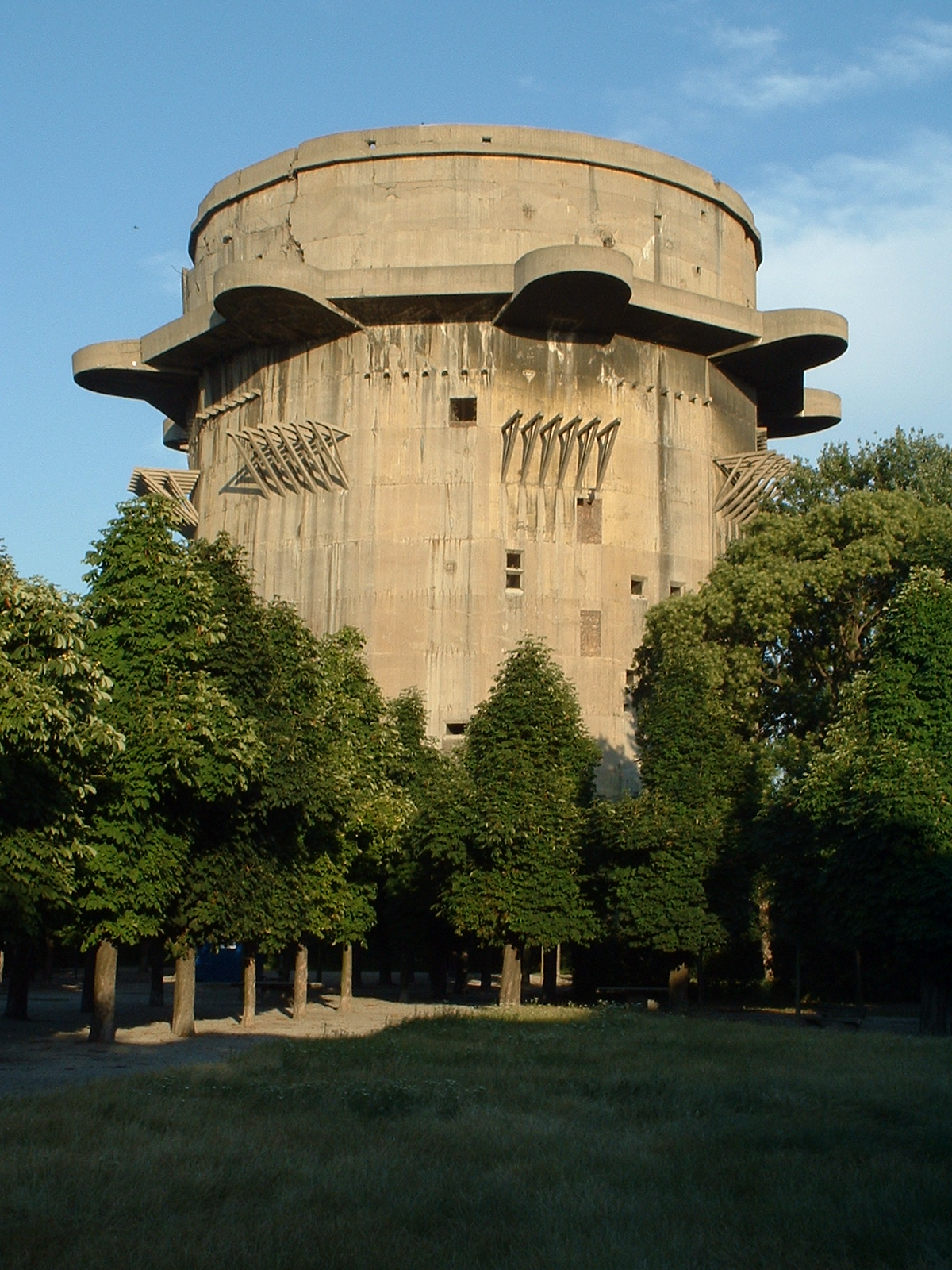
(Gefechtsturm)